# النبي عيسى في الأحمدية
يعتبر المسلمون الأحمديون أن يسوع (النبي عيسى) رجل بشري بالكامل، ونبي من نبي الله وُلد من مريم العذراء. من المفهوم أن عيسى قد نجا [الإنجليزية] من الصلب بناءً على رواية الأناجيل القانونية والقرآن الكريم وأدبيات الحديث والوحي والكشف لميرزا غلام أحمد. فبعد أن سلم النبي عيسى رسالته إلى بني إسرائيل، فمن المفهوم أنه هاجر شرقًا للهروب من الاضطهاد ولنشر رسالته إلى قبائل إسرائيل المفقودة. يعتقد المسلمون الأحمديون أن عيسى مات موتة طبيعية في الهند. عاش عيسى حتى سن الشيخوخة ومات لاحقًا في سريناغار، بكشمير، ويقع قبره حاليًا في ضريح روضة بال.

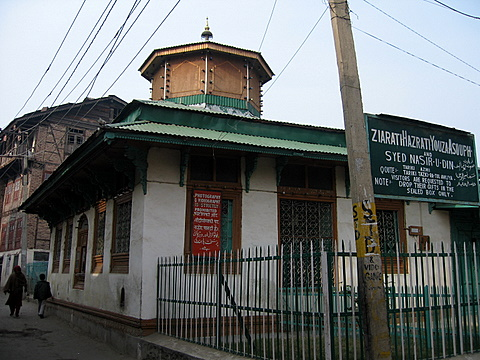
ضريح روضة بال في سريناغار، بكشمير ، والذي يعتقد المسلمون الأحمديون أنه قبر النبي عيسى

على الرغم من تشابه تعاليم الأحمدية مع وجهات النظر الإسلامية الأخرى حول النبي عيسى، إلا أنها تختلف عن المعتقدات التي يعتنقها معظم المسلمين السائدين، الذين ينكرون صلب النبي عيسى ويعتقدون أنه صعد بجسده إلى السماء، وسوف يعود قبل نهاية الزمان، وفقًا للمصادر الأدبية الإسلامية.
يعتقد الأحمديون أن النبوءات المحيطة بالمجيء الثاني للمسيح عيسى قد تحققت في صورة وشخصية ميرزا غلام أحمد، الذي بدأ تأسيس الحركة الأحمدية.

## روابط خارجية
- ميرزا غلام أحمد : يسوع في الهند ، إدارة البعثة الخارجية للجماعة الإسلامية الأحمدية، 1978.(ردمك 978-1-85372-723-8) ؛ الأصل: مسيح هندوستان مين ، منشورات شرقية ودينية، ربوة ( متوفر على الإنترنت )
- Ahmad، Khwaja Nazir (2012). "Jesus in Heaven on Earth: Journey of Jesus to Kashmir, his preaching to the Lost Tribes of Israel, and death and burial in Srinagar". www.aaiil.org. لندن: الجماعة الأحمدية في لاهور. مؤرشف من الأصل في 2013-01-17. اطلع عليه بتاريخ 2021-11-04.
- Goraya، Azhar Ahmad (2020). "Jesus Christ died a Natural Death". www.alislam.org. Ahmadiyya Muslim Community. مؤرشف من الأصل في 2020-05-05. اطلع عليه بتاريخ 2021-11-04.
- Lanier، Gregory R. (مايو 2016). ""It Was Made to Appear Like that to Them:" Islam's Denial of Jesus' Crucifixion". Reformed Faith & Practice: The Journal of Reformed Theological Seminary. أورلاندو (فلوريدا): Reformed Theological Seminary. ج. 1 ع. 1: 39-55. مؤرشف من الأصل في 2019-06-30. اطلع عليه بتاريخ 2021-11-04.
- Mordillat، Gérard؛ Prieur، Jérôme (2015). "Jesus and Islam: The Crucifixion According to the Qur'an". www.arte.tv. ستراسبورغ: أرتيو. مؤرشف من الأصل في 2021-09-25. اطلع عليه بتاريخ 2021-11-04.